# Таунър
Окръг Таунър (на английски: Towner County) е окръг в щата Северна Дакота, Съединени американски щати. Площта му е 2699 km², а населението - 2253 души (2017). Административен център е град Кандо.